# ZAB-100-114
ZAB-100-114 – radziecka termitowa bomba zapalająca.